# Тонкеріс (Сариагаський район)
Тонкері́с (каз. Төңкеріс) — село у складі Сариагаського району Туркестанської області Казахстану. Входить до складу Жартитобинського сільського округу.
Населення — 2496 осіб (2021; 1977 у 2009, 1500 у 1999, 1114 у 1989).